# Cill Rónáin
Cill Rónáin (anglisiert Kilronan) ist der Hauptort und Fährhafen auf Inis Mór (Inishmore), der größten der Aran-Inseln vor der Küste des Countys Galway im Westen der Republik Irland.
Inis Mór ist die mit Abstand größte und am weitesten westlich in der Galway Bay gelegene bewohnte der Aran-Inseln, die zur Gaeltacht gehören. Bei der Volkszählung 2022 lebten 247 Personen in Cill Rónáin, das im Nordosten der Insel liegt. Die Haupteinnahmequellen des Ortes sind die Fischerei und der Tourismus. In Cill Rónáin gibt es mehrere Pubs und Restaurants sowie einen Supermarkt (mit dem einzigen Geldautomaten der Insel) und eine Bank.
Die Fähren nach Cill Rónáin fahren von Doolin im County Clare und von Ros an Mhíl aus, das etwa 22 km westlich von Galway City in Connemara liegt. Südlich von Cill Rónáin liegt der Flughafen von Inis Mór.

## Töchter und Söhne der Gemeinde
- Eoin Mullen (* 1993), Bahnradsportler

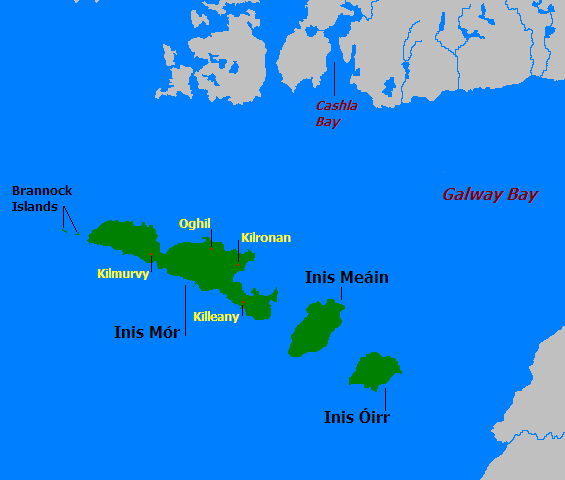
Cill Rónáin Inishmore
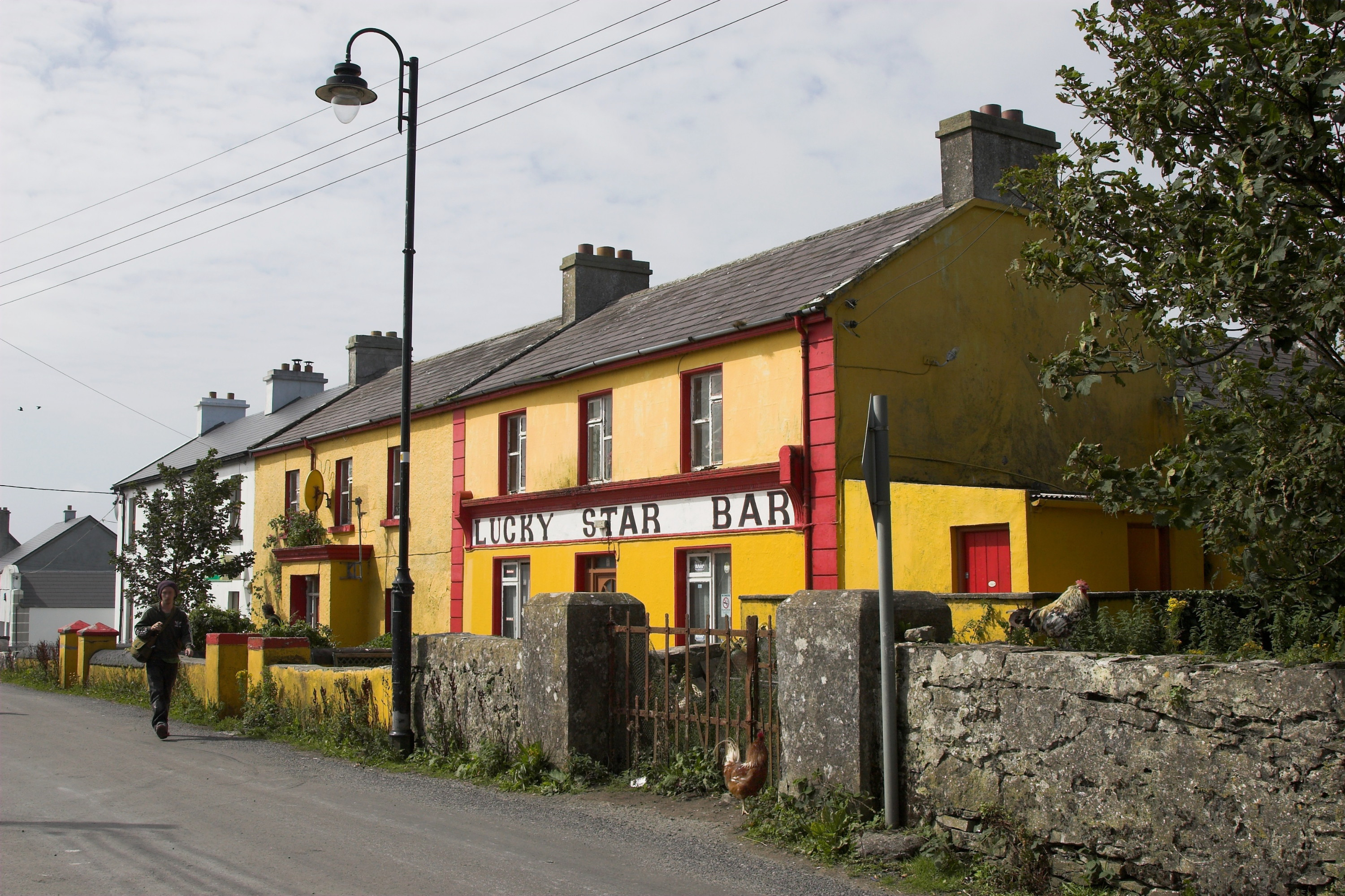
Hauptstraße
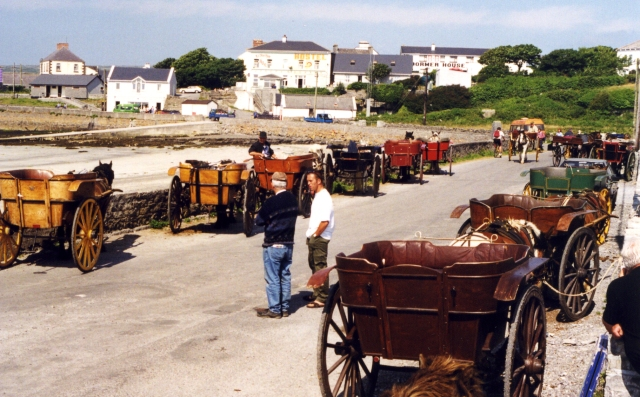
Pferdewagen für den Touristentransport
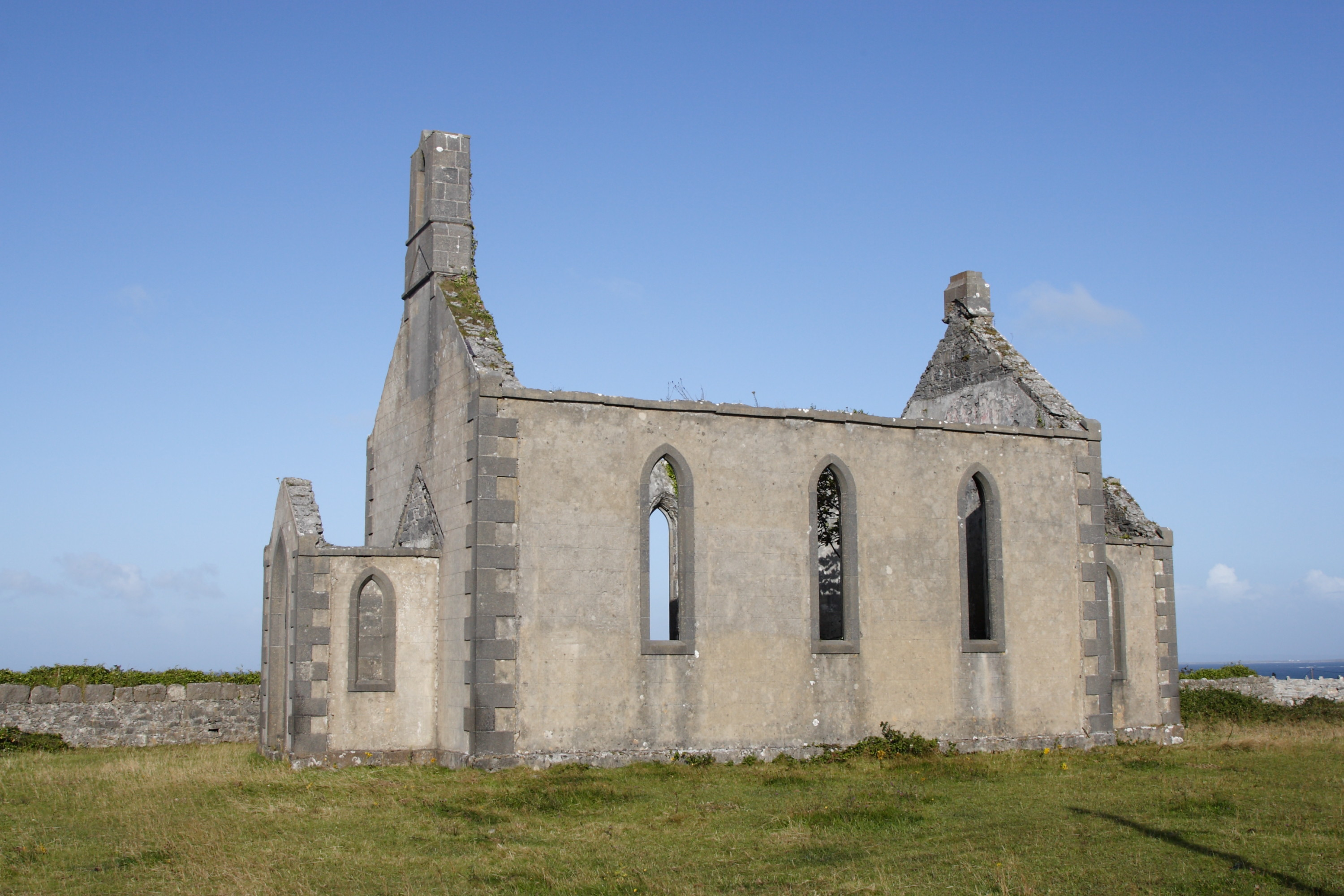
Ruine der protestantischen Kirche